# لوتولیم
لوتولیم (به انگلیسی: Loutolim) یک منطقهٔ مسکونی در هند است که در South Goa District واقع شده‌است. لوتولیم ۱۷٫۸۱ کیلومتر مربع مساحت و ۶٬۱۲۱ نفر جمعیت دارد و ۳۲ متر بالاتر از سطح دریا واقع شده‌است.

## نگارخانه

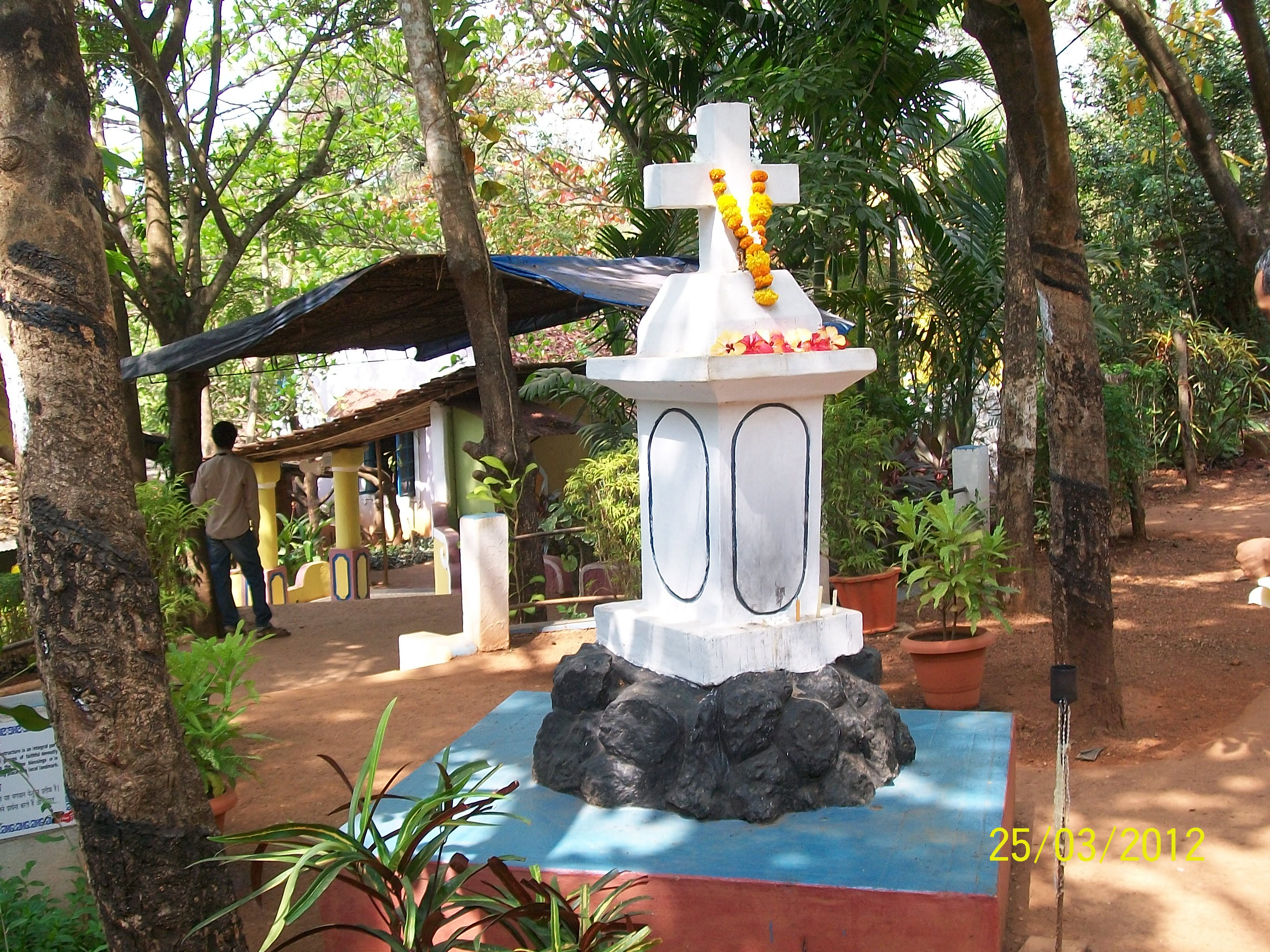
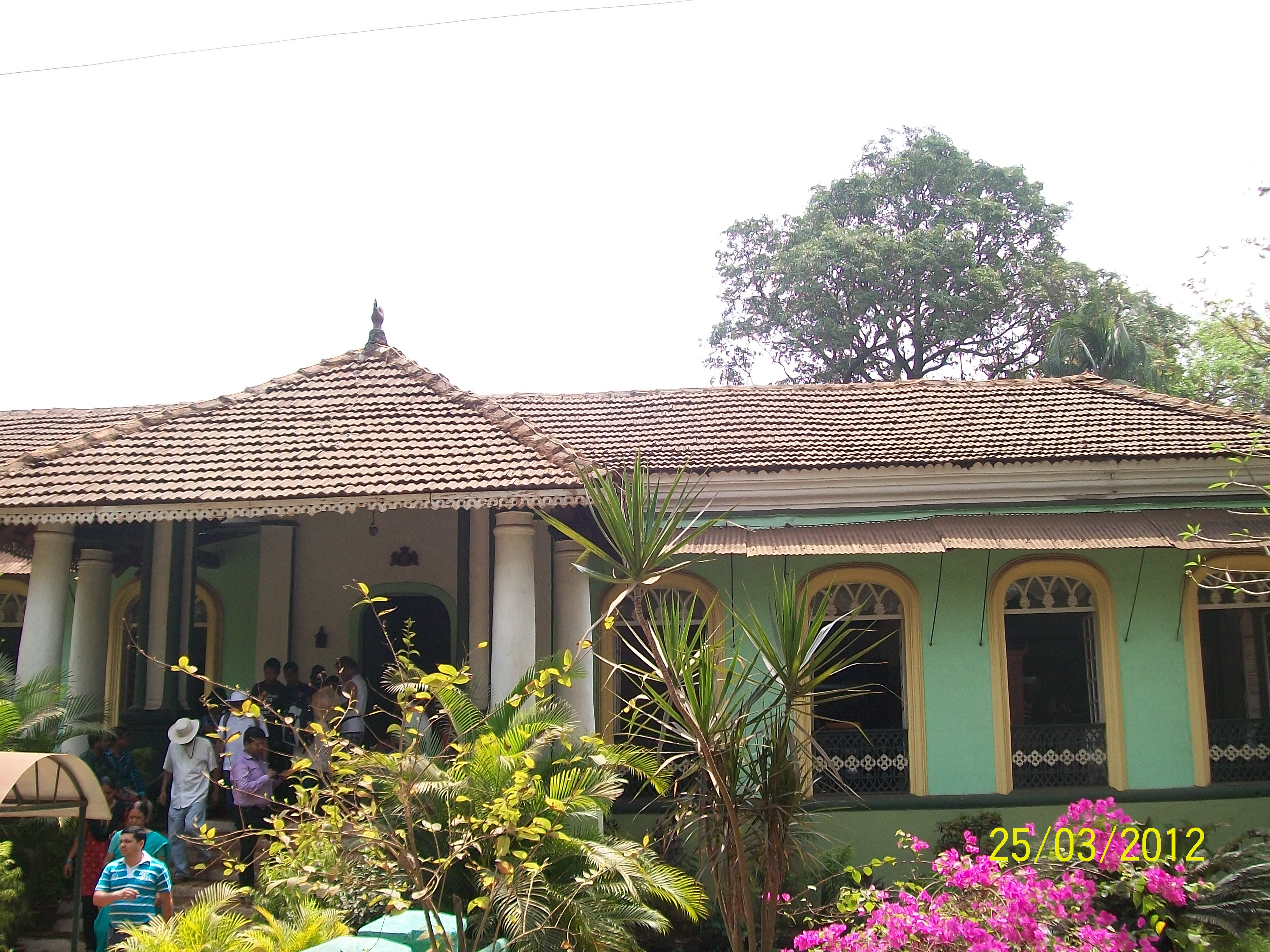